# Agelena koreana
Agelena koreana är en spindelart som beskrevs av Paik 1965. Agelena koreana ingår i släktet Agelena och familjen trattspindlar. Inga underarter finns listade i Catalogue of Life.